# 강수재
강수재는 대한민국 전라남도 강진군 병영면에 있다. 2004년 11월 1일 강진군의 향토문화유산 제7호로 지정되었다.

## 개요
17세기 해암 김응정 선생의 서당이다. 절벽위에 세워져 있고 주위 풍경이 아름답고 절벽아래에는 금강천이 흐르고 있다. 
마을에서는 연파선생을 기리기 위한 제사를 매년 올리고 있다. 조선시대말 연파 김병휘선생이 제자를 가르치기도 하였다. 
현 군민회관옆에 해암시비가 있다.